# Ponte Santo Spirito
Il ponte Santo Spirito, o ponte del Diavolo, era un ponte romano della via Traiana, situato circa 5 km a sud-ovest del vicus di Aequum Tuticum lungo il tratto proveniente da Forum Novum.
Il ponte attraversava il torrente Ginestra, immediatamente a monte della sua confluenza nel Miscano, a cavallo fra gli attuali territori comunali di Casalbore e Montecalvo Irpino (in provincia di Avellino). In quest'ultimo si trova la sua parte ancora in piedi, consistente principalmente di un pilone con le porzioni di alzato soprastanti. 
Il ponte è incluso nel sito Patrimonio dell'Umanità UNESCO Via Appia. Regina Viarum, in quanto parte del tratto denominato "L'Appia Traiana da Beneventum a Aequum Tuticum".

## Storia

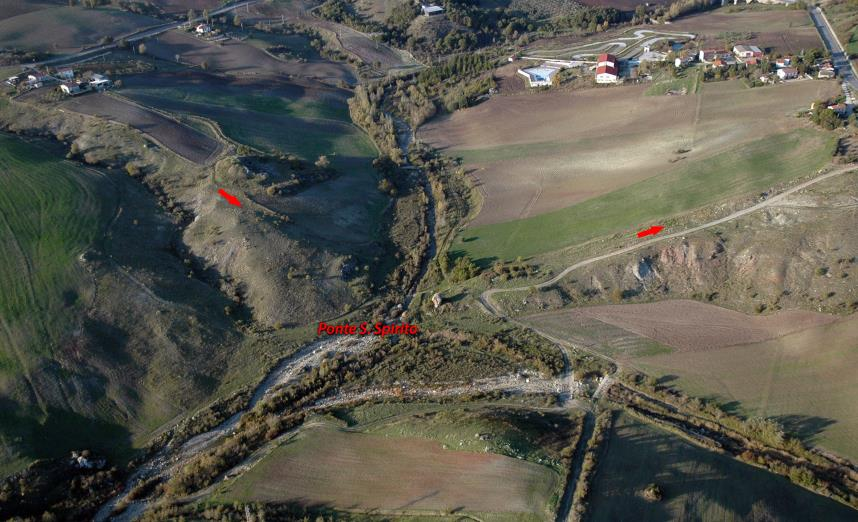
Vista del ponte Santo Spirito dall'alto, nell'ambito della confluenza del torrente Ginestra nel fiume Miscano. Le frecce indicano l'andamento della via Traiana.

Le caratteristiche del ponte Santo Spirito inducono a considerarlo un ponte costruito appositamente per la nuova via Traiana, analogamente al ponte delle Chianche e al ponte Ladrone; e diversamente da ponti stradali situati in altri tratti, che verosimilmente erano già presenti come parte della preesistente via Minucia. D'altronde, nel 116 (pochi anni dopo la costruzione) questo tratto di via Traiana necessitò di interventi di ripristino, i quali implicarono lo spostamento del tracciato, e forse il rifacimento del ponte stesso, in una posizione meno esposta all'azione distruttiva delle acque fluviali. Ciò è attestato da una lapide rinvenuta proprio nei pressi del ponte Santo Spirito nel 1970.
Il ponte, con il nome «lo Spirito Santo», compare nei documenti nel 1558: in quell'anno la universitas di Montecalvo si rivolse alla Regia Camera della Sommaria perché costringesse i paesi circostanti a contribuire al rifacimento del manufatto. Le descrizioni del ponte risalenti alla fine del XVIII o al XIX secolo parlano ormai di «avanzi», «rottami» con un solo pilone superstite, in modo non dissimile dall'attuale immagine della costruzione. Le foto di Robert Gardner scattate nel 1913, nel corso del suo viaggio con Thomas Ashby, sono quasi identiche allo stato attuale dei ruderi.
Il ponte ha anche l'appellativo di "ponte del Diavolo" (o dei Diavoli) perché secondo una leggenda sarebbe stato costruito e distrutto in una sola notte, per opera demoniaca. In verità, all'inizio del XIX secolo la cartografia assegnava tale nome a un altro ponte non lontano dal ponte Santo Spirito, noto anche come ponte della Malvizza: sarebbe solo a causa della quasi totale scomparsa di quest'ultimo che l'appellativo è giunto a designare l'attraversamento sul torrente Ginestra.

## Descrizione

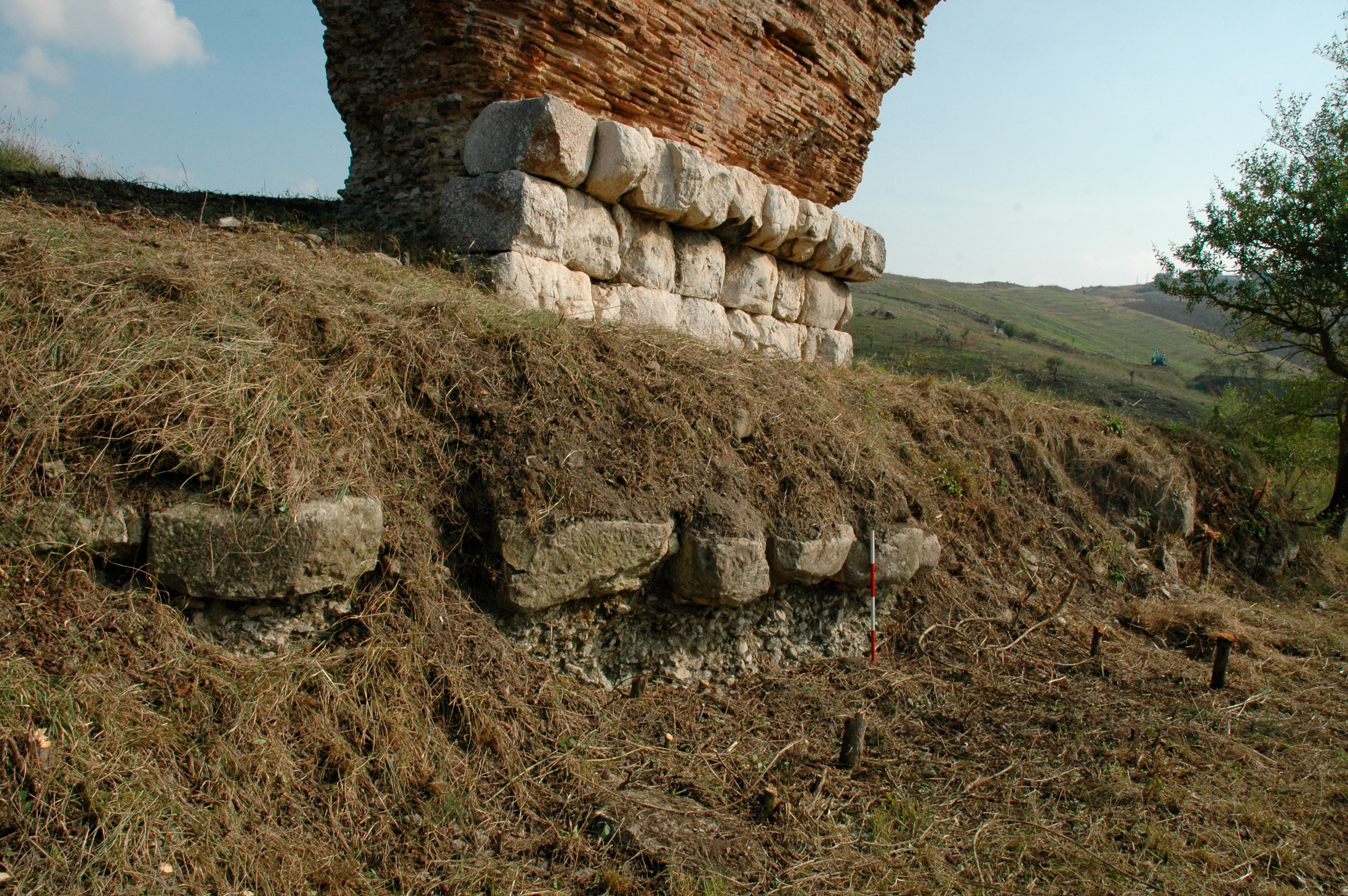
Particolare della platea del ponte, rimasta tagliata perpendicolarmente a causa dell'erosione operata dal torrente.

Il ponte Santo Spirito era disposto con un orientamento ovest-est, e le parti ancora in piedi si trovano tutte sulla sponda orientale del torrente Ginestra: il resto è stato divelto dalla forza del fiume, al punto che l'alveo si è abbassato di oltre due metri esponendo in sezione anche la platea alla base del ponte.
Questa consisteva in una pavimentazione di grossi blocchi lapidei, poggiati su uno spesso strato in opera cementizia; era bordata a sud, verso la confluenza con il Miscano, da un muretto di contenimento anch'esso in blocchi lapidei, ma poi riparato in larghe porzioni ricorrendo all'opera laterizia. Tale basamento, largo 18,4 m, era un tentativo di attenuare l'impeto delle acque, cancellando la pendenza naturale e rendendo meno critica l'area della confluenza. Serviva inoltre in fase di costruzione e per eventuali manutenzioni.
Le fondazioni del pilone superstite sono indipendenti dalla platea e affondano in essa: per questo è stato suggerita la possibilità che la la platea sia frutto di un'opera di restauro, magari da connettere a quelle effettuate dai Severi secondo una lapide rinvenuta presso il ponte delle Chianche in agro di Buonalbergo. Sono bordate da un filare in opera quadrata, sopra il quale si erge il piedritto, formando una risega.
Le sovrastrutture del ponte presentano ampie similitudini con il coevo ponte delle Chianche. Il pilone è formato da quattro filari di bugnato rustico in pietra calcarea, spessi circa un metro, che inglobano un nucleo in opera cementizia, per un'altezza attorno ai 3 m. I blocchi del lato nord, sopra corrente, sono perduti. Sui lati lunghi, quelli dell'intradosso delle arcate, il filare superiore sporge di circa 40 cm perché serviva come punto d'appoggio per le centine. Alcuni blocchi mostrano i resti di una fascia a rilievo lungo il lato inferiore. Erano tenuti insieme da graffe metalliche, di cui si vedono i fori di alloggiamento, insieme a quelli usati per sollevarli durante la costruzione. Il pilone misura circa 3,8 m di ampiezza, e 6,65 m nell'intradosso (cui va aggiunto lo spessore dei blocchi mancanti a nord).
Le arcate erano costituite da una doppia armilla di bipedali. Restano un moncone di quella che dal pilone si sporgeva verso ovest, e pochi elementi di quella opposta. Fra le due è il timpano in opera cementizia, con un paramento parzialmente conservato, in laterizi a sezione triangolare, acuta verso l'interno. Il timpano, alto attorno ai 5,5 m, è spesso 7,1 m: il ponte Santo Spirito era largo esattamente quanto il ponte delle Chianche. Le arcate erano a sesto ribassato; a ovest del pilone era ampia circa 5,2 m, quella a est non più di 3,3 m, adattandosi al terreno in risalita. Infatti quest'ultima arcata si concludeva con una spalla del ponte, e quindi con una rampa di raccordo alla strada, che deviava in direzione nord-est: Ashby e Gardner distinguevano un muro lungo circa 6 m, attualmente si vedono dei crolli sparsi.
Probabilmente la via in arrivo da Forum Novum giungeva al ponte Santo Spirito con orientamento sud-est, formando dunque un angolo con il ponte anche in corrispondenza della spalla occidentale. In totale gli archi del ponte dovevano essere almeno tre, perché adagiati nel letto del fiume si trovano due grandi blocchi di timpano crollati. Uno è conservato per tutta la larghezza, incluse tracce del paramento in laterizi su ambo i lati; l'altro per poco meno, e conserva porzioni di un'arcata. La corrente del fiume ha anche trasportato un discreto numero di blocchi calcarei, sparpagliati nel greto a valle del ponte.
Su alcuni bipedali delle arcate sono ancora leggibili i bolli impressi con abbreviazioni interpretabili come nomi dei proprietari, o dei responsabili, delle fabbriche di laterizi ove essi furono prodotti (l·allhor·pa; mofa sperat).
Probabilmente il ponte Santo Spirito, come anche il ponte delle Chianche, fu eretto suddividendo il cantiere in due metà, deviando alternativamente la corrente del fiume verso le due sponde di modo da lavorare sempre con un fondale asciutto.

## La via Traiana attorno al ponte Santo Spirito

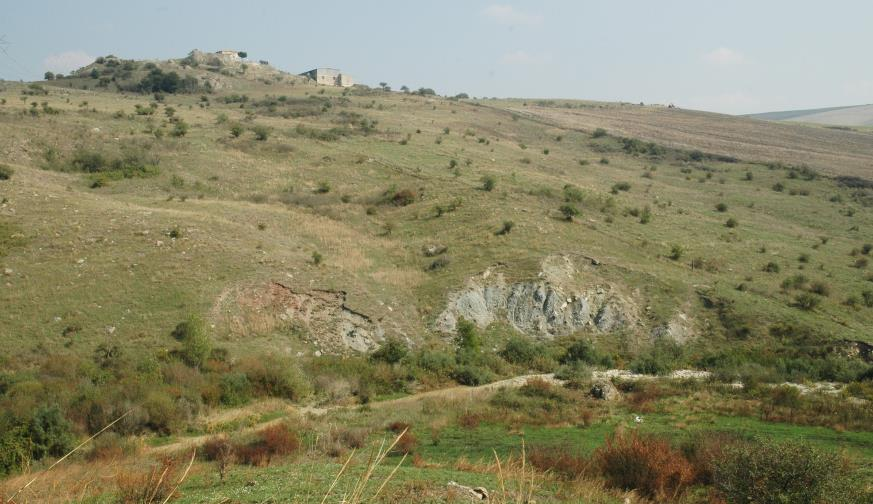
Il nucleo in opera cementizia superstite del ponte della Malvizza, lungo il greto del Miscano a valle della masseria Macchiacupa di Sotto

Nel 1970 fu rinvenuta nel greto del fiume Miscano, a valle del ponte Santo Spirito, la già citata lapide databile all'anno 116 che documenta precoci lavori di ripristino e spostamento della strada: essa fu poi collocata nel cortile dell'ex carcere borbonico di Avellino, facente parte del Museo irpino. Frontalmente la lapide misura 88 × 132 cm e probabilmente era integrata nelle strutture dello stesso ponte, essendo molto simile nell'impostazione a una famiglia di iscrizioni in ricordo della munificenza dell'imperatore Traiano che ornavano alcuni ponti della via da lui costruita (per esempio quella, piuttosto ben conservata, del ponte Valentino presso Benevento).
Allontanandosi dal ponte Santo Spirito verso ovest in direzione di Forum Novum, la via Traiana è rintracciabile per un paio di chilometri in territorio di Casalbore. In particolare sono visibili tracce delle murature di due piccoli ponti che attraversavano altrettanti rivoli: uno ai piedi della Morgia dell'Arciprete (Ashby e Gardner ne vedevano una faccia in laterizio ancora in piedi), l'altro sul fosso Santa Maria. Una breve salita conduce alla cappella di Santa Maria dei Bossi, costruita con mattoni reimpiegati da un mausoleo eretto lungo la strada nel II secolo. Qui si trova anche un miliario della strada, quello del miglio XVI trovato nella contrada Pietrobove negli anni 1970: riporta un'iscrizione dell'imperatore Costantino e, insieme ad altri, può essere segno di lavori che egli condusse sull'arteria allorché essa veniva percorsa dai primi pellegrini verso la Terra Santa. Dalla stessa zona proviene inoltre il coperchio di una tomba a cupa, adagiato anch'esso di fianco alla chiesetta. Proseguendo oltre, le tracce si perdono quasi fino al ponte delle Chianche presso Buonalbergo.
A est del ponte Santo Spirito, il tracciato della via Traiana è ricalcato dal tratturo Pescasseroli-Candela. Un tratto di via glareata, ovvero pavimentato in ciottoli e pietre calcaree, giunge ad attraversare il fiume Miscano, circa a metà strada in direzione di Aequum Tuticum. In tale luogo (al confine tra gli odierni territori comunali di Montecalvo e Ariano Irpino) si trovava il già menzionato ponte della Malvizza, distinguibile grazie a qualche crollo in opera cementizia. Sopra di esso era una delle suddette lapidi dedicate a Traiano: una sua porzione venne rinvenuta nel 1983 nel greto del fiume, e differisce da quella rinvenuta presso il ponte Valentino solo per il materiale e le minori dimensioni (114 cm di lunghezza).